# Јеževica
Јеževica (Dactylis glomerata L., ježevina, rđobradica) je visokokvalitetna vrsta trave sa visokom adaptabilnošću na različite klimatske i zemljišne uslove. Pripada višegodišnjim zeljastim biljkama iz familije Poaceae. Otporna na sušu i niske temperature. Najvažnija je komponenta travno-detelinskih smeša, a ređe se gaji pojedinačno. Biljke su bogate sa vegetativnim uspravnim izdancima, srednje visine, sa širokim, svetlo zelenim lišćem. U pojedinačnoj setvi ostvaruje prinos suve materije oko 12t/ha , sa prosečnim sadržajem proteina od 16%. Važno je pokositi je početkom klasanja jer odlaganjem kosidbe vrlo brzo ogrubljuje i gubi kvalitet.

## Morfološka svojstva
Koren je razgranat,dlakav, jak i u povoljnim uslovima može narasti u dubinu i preko 100 cm. Formira jak busen rastresitog tipa. Stabljika je uspravna, naraste do 130 cm i više, a debljine je oko 2 - 3 mm, sivo-smeđe. Listovi su ravni, 40 cm dugi i do 1 cm široki, sivo-zelene ili plavičasto-zelene boje, na ivici nazubljeni. Listovi polaze iz rukavca, koji su pločasti. Cvet je grupisan u metlicu. Ovakvu cvast čine po nekoliko cvetova u obliku klasova koji se nalazi na dugačkim drškama. Cveta u periodu od maja do juna. Plod je krupa. Seme je na vrhu šiljato, blago savijeno, trostrano, pa leži na boku, dužine 4 - 7 mm i 1 mm širine, svetlo smeđe do sive boje. Masa 1 000 zrna je oko 1,0 gram.

## Areal rasprostranjenja
Raste na području Severne Amerike, Azije i Evrope.

## Stanište
Raste na padinama planina, ivicama šuma, livadama, pašnjacima, pored puteva, na hrannjivom i vlažnom tlu.

## Poreklo naziva vrste
Naziv roda Dactylis, vodi poreklo od termina dactylos, što znači prst, što povezujemo sa metličastom cvasti.

## Biološka svojstva
To je dugogodišnja trava ozimog tipa. Seme klija kod 4 -5°C. U vrlo povoljnim uslovima niče za 10 - 12 dana, a u manje povoljnim niče vrlo sporo. Bokorenje je tri nedelje nakon nicanja. Nakon košenja se vrlo dobro obnavlja. Tokom zime dobro podnosi niske temperature (i do -25°C). Sušu takođe dobro podnosi jer tera korenje duboko u zemljište, ali tada daje manje prinose. Ne šteti joj senka i gaženje, pa se seje između redova u voćnjacima i rasadnicima za zatravnjivanje (malčiranje). Prema zemljištu nema većih zahteva, iako su za razvoj najpovoljnija srednje teška, sveža zemljišta s dovoljno humusa. Na kiselost zemljišta nije osetljiva, pa dobro uspeva kako na kiselim, tako i na alkalnim (pH 8) zemljištima. Cveta sredinom maja, a cvetanje traje 7 - 8 dana. Ako je vreme hladnije, cvetanje počinje kasnije. Ako je temperatura niža od 10°C, tada ne cveta. Od početka cvetanja do sazrevanja semena potrebno je oko mesec dana.

## Setva
Za proizvodnju krme ježevica se seje gustoredo s oko 25 - 30 kg/ha semena, dok se za proizvodnju semena seje na međuredni razmak od 25 - 35 cm s 8 -10 kg/ha semena. Optimalno vreme setve je do kraja avgusta jer do zime usev bi trebalo da se izbokori, pa takav usev u narednoj godini daje vrlo dobar prinos semena i velike prinose voluminozne krme (8 - 12 t/ha sena). Setvom u proleće prinosi sena su znatno niži (2 - 4 t/ha) zbog sporog razvoja u prvoj godini, dok proizvodnja semena u godini setve nije moguća.

## Đubrenje
Za povećanje prinosa zelene mase veliko značenje ima đubrenje azotnim đubrivima, tako da se može dati do 250 kg/ha azota godišnje. Azotna đubriva u drugoj i sledećim godinama za proizvodnju voluminozne krme treba aplicirati u kasno leto, početkom jeseni za formiranje što većeg broja skraćenih vegetativnih izdanaka, pri kretanju vegetacije u proleće, kao i nakon svakog otkosa tokom vegetacije. Setvom ježevice s mahunarkama ili s povećanim udelom mahunarki u smeši, smanjuje se potrebna đubrenja azotnim đubrivima za 40 - 50%. Fosfornim i kalijumovim đubrivima đubri se tokom letnje-jesenjeg perioda. U proizvodnji semena potrebno je osigurati 80 - 100 kg/ha azota, 60 kg/ha fosfora i 90 kg/ha kalijuma.

## Sorte
- B-15
- BARAULA
- BAREXCEL
- DONATA
- FALA
- INTENSIV
- TRERANO

## Galerije
- Dactylis glomerata, klas
- Dactylis glomerata, klas
- Dactylis glomerata, klas
- Dactylis glomerata, klas
- Dactylis glomerata, klas